# Brachylecithum glareoli
Brachylecithum glareoli – gatunek tzw. przywry digenicznej, pasożyta żyjącego wewnątrz organizmu żywiciela. Odkryty w 2007 we Wrocławiu (na terenach wodonośnych Wrocławia). Wrocław to na razie jedyne znane miejsce występowania nowego gatunku.
Pasożyt został odkryty przez trójkę wrocławskich naukowców: Jerzego Okulewicza, Joannę Hildebrand oraz Marcina Popiołka.
Brachylecithum glareoli mierzy kilka milimetrów długości. Odnaleziono go na terenach zalewowych należących do wrocławskiego Miejskiego Przedsiębiorstwa Wodociągów i Kanalizacji (MPWiK). Żywicielem ostatecznym pasożyta jest nornica ruda, natomiast żywicielem pośrednim prawdopodobnie nieokreślony jeszcze gatunek ślimaka.
Bezkręgowiec, po konkursie zorganizowanym przez Polskie Radio Wrocław, wspólnie z jego odkrywcami i spółką MPWiK, zyskał też nieoficjalną nazwę polską. Zgodnie z decyzją potoczna nazwa wyłoniona w trakcie zabawy zorganizowanej przez portal, kojarząca się z Wrocławiem, to: wrobak. Jej autorem jest Grzegorz Kempa. Nie może ona zostać jednak wpisana do oficjalnych źródeł, bowiem obecnie w nomenklaturze naukowej stosuje się już niemal wyłącznie nazwy łacińskie organizmów.